# Lambert le Bègue
Lambert le Bègue (? —  Liège, 1177) foi um padre belga do século XII.

## Biografia
Filho de de artesões valões pobres, Lambert nasceu antes de 1225. Le bègue significa "o gago", mas não se sabe se ele sofria de disfemia; de fato, o epíteto não era pouco usual à época. Como padre secular, foi responsável primeiro por uma igreja sob os cuidados da catedral de Liège; posteriormente, tornou-se cura de uma pequena igreja, nomeada em homenagem a São Cristóvão, no subúrbio da mesma cidade.
Le Bègue foi um sacerdote de relevo. Seus sermões tiveram profunda influência no povo de Liège. Como padre, pregava contra os abusos eclesiásticos de seus semelhantes. Participou do sínodo diocesiano de 1166, em que pediu uma reforma do clero.
Como consequência de seus sermões, não raramente incisivos, o clero de Liège (um frequente objeto de seus ataques) o acusou de heresia em 1175; le Bègue foi condenado e aprisionado. Entretanto, ele fugiu e peregrinou para a Itália. Na Itália, contatou o antipapa  Calisto III. O antipapa (a quem o príncipe-bispo de Liège se submetia) permitiu seu retorno, em paz, à cidade. Lambert provavelmente retornou a Liège e lá faleceu na cidade em 1177.. No século XVII, foi contado entre os santos da Igreja.

## Obra
Seus sermões, que já foram comparados aos de São Francisco de Assis e Pedro Valdo, frequentemente clamavam pela reforma do clero - notadamente a adoção de vestuário mais modesto e a proibição de ordenamento de filhos de padres. Suas posições foram defendidas em um tratado intitulado Antigraphum Petri. Ademais, escreveu alguns poemas em valão (dedicados aos fiéis, sob sua instrução, que renunciaram ao mundo)  e traduziu a história da Virgem Maria, os Atos dos Apóstolos e as epístolas paulinas para o vernáculo. Infelizmente, nenhum destes trabalhos chegou a nossos dias.
As posições dele divergiam da doutrina e da tradição da Igreja Católica. Lambert enfatizava a devoção pessoal e o amor ao próximo em oposição à graça e aos sacramentos eclesiásticos. Para ele, todos os custos impostos para a ministração dos sacramentos (ou quaisquer outros atos religiosos) constituíam simonia. Também se opunha às peregrinações à Palestina e afirmava que nenhuma obediência era devida a padres que faltassem com seus deveres.
Provavelmente o trabalho mais conhecido de le Bègue foi a fundação, ou ao menos o apoio precoce, ao movimento das beguinas, que viria a se tornar um dos mais inusitados e influentes grupos religiosos da Baixa Idade Média.